# Volo Cubana de Aviación 310
Il volo Cubana de Aviación 310 era un volo internazionale di linea dall'aeroporto internazionale José Martí, L'Avana, Cuba, all'aeroporto internazionale Arturo Michelena, Valencia, Venezuela, che si schiantò vicino a Bejuma il 25 dicembre 1999. Tutte le 22 persone a bordo persero la vita.

## L'aereo
L'aereo coinvolto era uno Yakovlev Yak-42D, codice di registrazione CU-T1285. L'aereo era stato assemblato nel 1991 come msn 4520424914068.

## L'incidente
Il volo era partito dall'aeroporto internazionale José Martí de L'Avana, capitale di Cuba, inizialmente diretto all'aeroporto internazionale Simón Bolívar di Caracas, in Venezuela. A causa di frane e allagamenti il volo venne dirottato all'aeroporto internazionale Arturo Michelena di Valencia. Lo Yakovlev fu trattenuto in aeroporto per 40 minuti.
I piloti contattarono il controllo del traffico aereo all'aeroporto di Valencia per riferire che stavano scendendo da 8000 piedi (2400 m) a 4000 piedi (1200 m) per prepararsi all'avvicinamento. Quando il volo 310 iniziò il suo avvicinamento all'aeroporto di Valencia, il velivolo colpì la collina di San Luis, schiantandosi vicino alla città di Bejuma. Tutti i 22 passeggeri e l'equipaggio morirono nell'incidente, avvenuto alle 20:18 ora locale (00:48, 26 dicembre UTC).

## Passeggeri ed equipaggio
| Nazionalità | Passeggeri | Equipaggio | Totale | Fonte |
| ----------- | ---------- | ---------- | ------ | ----- |
| Cuba        | 4          | 12         | 16     | [ 5 ] |
| Venezuela   | 5          | 0          | 5      | [ 5 ] |
| Paesi Bassi | 1          | 0          | 1      | [ 5 ] |
| Totale      | 10         | 12         | 22     | [ 5 ] |